# Franz Liebich
Johannes Franz Liebich (* 14. Juli 1777 in Seifersdorf, Bunzlauer Kreis; † 3. Januar 1832 in Prag) war ein böhmischer Maler.

## Leben
Franz Liebich war der Sohn eines Müllermeisters und wuchs in Reichstadt auf. Er studierte Kunst in Prag unter Bergler und gewann 1803 für sein Werk „Amor und Psyche“ die goldene Medaille von der Gesellschaft der patriotischen Kunstfreunde.